# Indigofera strobilifera
Indigofera strobilifera är en ärtväxtart som först beskrevs av Ferdinand von Hochstetter, och fick sitt nu gällande namn av John Gilbert Baker. Indigofera strobilifera ingår i släktet indigosläktet, och familjen ärtväxter.

## Underarter
Arten delas in i följande underarter:
- I. s. lanuginosa
- I. s. strobilifera